# Huocheng
Huocheng (chiń. 霍城县; pinyin: Huòchéng Xiàn; ujg. قورغاس ناھىيىسى, Qorghas Nahiyisi; kaz. قورعاس اۋدانى, Qorğas Awdanı) – powiat w zachodnich Chinach, w regionie autonomicznym Sinciang, w prefekturze autonomicznej Ili. W 2000 roku liczył 333 013 mieszkańców.